# Weesp

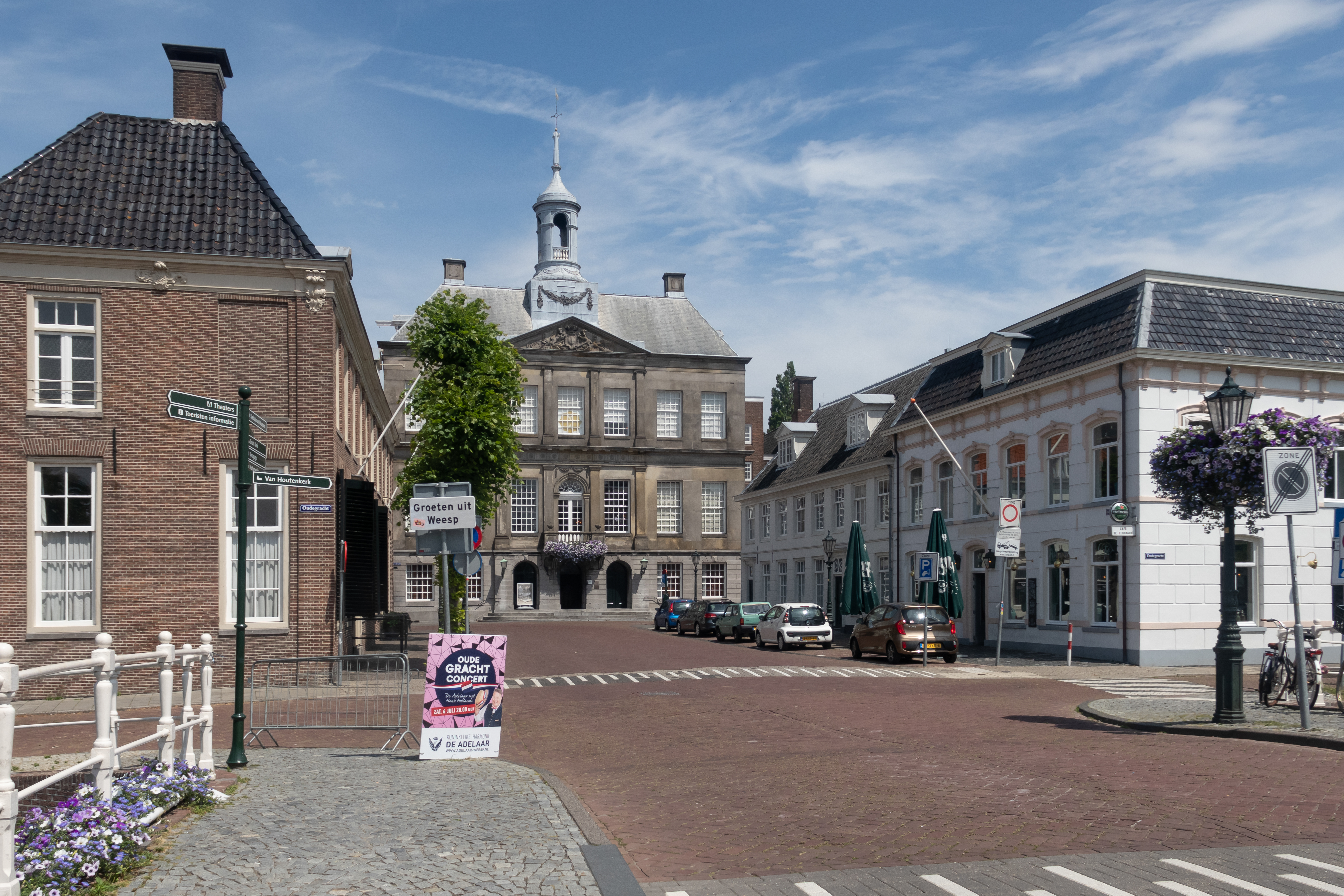
El antiguo ayuntamiento (ahora un museo)

Weesp es una ciudad y un antiguo municipio en los Países Bajos, en la provincia de Holanda Septentrional.
Weesp se encuentra junto a los ríos Vecht y Smal Weesp y también junto al canal Ámsterdam-Rin. Está en una zona llamada "Vechtstreek". Está a sólo 3 km de la final del metro de Ámsterdam, pero el gran canal Ámsterdam-Rin los mantiene separados geográficamente. Weesp es un cruce de ferrocarril, y muy fácilmente accesible. La ciudad está rodeada de praderas.
La ciudad tiene una población de aproximadamente 17.533 y es famoso por los chocolate Van Houten, molinos de viento, el centro histórico con sus canales, su porcelana Weesper y las galletas Weesper Mop . El bastión y fortificaciones también son famosos, porque son una parte de la línea de defensa de Ámsterdam y la Línea de Agua Holandesa.
Desde el 24 de marzo de 2022 forma parte del municipio de Ámsterdam.

## Historia
Hasta principios de la Edad Media, esta región fue un pantano deshabitado. A Weesp se le concedió los derechos de una ciudad en 1355 y celebró su aniversario 650 como una ciudad en 2005.
Desde finales de la Edad Media, el río Vecht era una línea defensiva para el Condado de Holanda y se mantuvo una línea defensiva militar hasta la Segunda Guerra Mundial. Weesp fue fortificada, más que su tamaño se justifica - la mayor parte de su historia tenía una población de unos pocos miles de habitantes.
Las líneas defensivas consistieron en zonas inundables, que se inundaban en tiempo de guerra. Detrás de ellos eran ciudades fortificadas, fortalezas, cuarteles y otras estructuras militares. La más completa fue la Línea de Defensa de Ámsterdam (Stelling van Amsterdam), una zona circular de inundación alrededor de Ámsterdam, que pertenece al Patrimonio de la Humanidad de la Unesco.
Después de la Segunda Guerra Mundial, la nueva zona residencial fue construida en el oeste y una zona industrial con un puerto fue construido en el canal Ámsterdam-Rin. En la década de 1970 un barrio fue construido en el sur del país. Desde entonces la ciudad no se ha ampliado.

## Los principales centros de población
El municipio de Weesp consta de las siguientes ciudades, pueblos, aldeas y / o distritos: Horn, Uitermeer, Weesp.

## El gobierno local
El consejo municipal de Weesp consta de 17 asientos, que se dividen de la siguiente manera:
- WSP - 5 asientos.
- PvdA - 3 asientos.
- CDA - 3 asientos.
- VVD - 2 asientos.
- GroenLinks - 2 asientos.
- AOV - 1 asiento.
- DEP - 1 asiento.